# 克里斯蒂安·林德納
克里斯蒂安·沃尔夫冈·林德納（德語：Christian Wolfgang Lindner，發音：[ˈkʁɪsti̯an ˈvɔlfɡaŋ ˈlɪndnɐ] ⓘ；1979年1月7日—），德國政治人物，曾任自由民主黨黨魁，是该党任职时间最久的党魁，朔爾茨內閣的聯邦財政部長。他在1995年加入自由民主黨。2009年首次當選國會議員。2013年菲利普·勒斯勒尔辭去自民黨主席一職後，林德納接替他擔任自民黨主席。
2024年11月8日，在討論2025年財政預算案時，社民黨、綠黨及自民黨三黨的聯合政府產生意見分歧。社民黨及綠黨均贊成暫時解除債務限制以應付未來聯邦政府的支出，然而自民黨並不同意，强调拒绝债务刹车是违反宪法的。在談判破裂之下，林德納被總理奧拉夫·朔尔茨解除財政部長的職務，引發自民黨退出聯合政府，令聯合政府解體。在皮斯托利斯表示不会作为社民党候选人参选总理后，林德納嘲讽道“如果肖尔茨先生是社民党的总理候选人，我觉得没什么问题，人们会知道不会有什么，即经济好转。”infratest dimap的民调显示，在2024年11月最受欢迎的政客中，林德纳位列倒数第二（21%），倒数第一名是舒尔茨（20%）。2025年的联邦议院选举中自民党未能进入联邦议会，林德纳宣布辞去党魁并从此退出政坛，他被广泛斥为该党在选举中遭遇惨败的罪魁祸首。

## 與中國關係
林德納2019年7月率團赴亞洲訪問，由於在香港會晤「反送中」人士，多個行程被取消，隨後與中共中央对外联络部副部長郭業洲會面，現場氣氛冷到極點。郭業洲提及香港近況，他態度強硬並質問「如果示威者衝入北威州議會，德國會怎麼辦？」他指責德國似乎支持香港的示威者、支持動亂。
林德納對此回應，北威州曾發生大學生因反對學費政策，而衝入州議會的事件；但政府因社會多數支持學生的主張，而對政策做了修正。林德納也對香港事件做出解釋，他認為香港特首林鄭月娥已意識到，送中條例已「壽終正寢」。不過會談至此中斷，雙方甚至沒有握手說再見。
林德納黨魁返回德國後，媒體採訪問他被中國官員訓斥如何因應，林德納表示就也訓斥回去。
2021年3月，林德纳谴责香港選舉制度修改後，中國將可左右立法會選舉候選人，并形容香港政府对政治制度的改革是民主終結，促請歐盟各國外交官員聯合回應，強調民主不能倒退。

## 外部連結
- Lindner's personal website (mostly in German) （页面存档备份，存于）